# Craugastor amniscola
Craugastor amniscola là một loài ếch thuộc họ Leptodactylidae.
Loài này có ở Guatemala và México.
Môi trường sống tự nhiên của chúng là rừng khô nhiệt đới hoặc cận nhiệt đới và sông ngòi.
Chúng hiện đang bị đe dọa vì mất môi trường sống.